# Mulay Zayn al-Abidin
Abu-l-Hàsan Alí Zayn-al-Abidin ibn Ismaïl as-Samin, més conegut com mulay Zayn-al-Abidín (en àrab زين العابدين, Zayn al-ʿAbidīn), fou un efímer sultà del Marroc de la dinastia alauita. Era fill de Mulay Ismail.
El 13 de juny de 1741, els Abid al-Bukhari (exèrcit de negres fundat pel seu pare Mulay Ismail) van deposar Abd-Al·lah ibn Ismaïl i van entronitzar Zayn-al-Abidín ibn Ismaïl. Tanmateix, Abd-Al·lah, amb l'ajut de grups amazics de l'Atles central i mitjà, va recuperar el poder al cap de pocs mesos, el 24 de novembre de 1741.